# Перемирие (фильм, 1974)
«Перемирие» (исп. La tregua) — фильм режиссёра Серхио Ренана. Аргентина, 1974 год. Основан на романе уругвайского писателя Марио Бенедетти Номинант на премию «Оскар» в категории Лучший фильм на иностранном языке.

## Сюжет
Мартин Сантоме́ — мужчина пятидесяти лет, овдовел. Жизнь потеряла смысл. Трое взрослых детей не могут стать ему поддержкой — они не понимали друг друга и ранее. Единственной небольшой отдушиной остаётся работа. Однажды он по-новому взглянул на свою молодую коллегу Лауру. Она хоть и годится ему в дочери (ей 24 года), но неожиданно наполняет его жизнь теплом и светом. Счастье оказывается кратким. Лаура умирает от сердечного приступа. Его роман был лишь кратким «перемирием» с жизнью.

## В ролях
- Эктор Альтерио — Мартин Сантоме́
- Ана Мариа Пекчио — Лаура
- Луис Брандони — Эстебан Сантоме́
- Марилина Росс — Бланка Сантоме́
- Оскар Мартинес — Джейм Сантоме́

## Номинация на премию Оскар
В 1975 году стал первый аргентинским фильмом, который был номинирован на «Оскар» как Лучший иностранный фильм.